# Morales (Cauca)
Morales ist eine Gemeinde (municipio) im Departamento Cauca in Kolumbien.

## Geographie
Morales liegt im Zentrum von Cauca in der Provincia de Centro, 41 km von Popayán entfernt. Durch die Gemeinde fließt der Río Cauca. An die Gemeinde grenzen im Norden Suárez und Buenos Aires, im Osten Caldono und Piendamó, im Süden Cajibío und im Westen El Tambo und López de Micay.

## Bevölkerung
Die Gemeinde Morales hat 26.707 Einwohner, von denen nur 1553 im städtischen Teil (cabecera municipal) der Gemeinde leben (Stand: 2019).

## Geschichte
Morales wurde 1806 mit dem Kauf des Geländes gegründet und hieß zunächst San Antonio de Padua del Ático. Morales erhielt 1852 den Status eines Distrikts und war bis 1915 ein Distrikt der Provinz Popayán.

## Wirtschaft
Die wichtigsten Wirtschaftszweige von Morales sind Landwirtschaft (insbesondere Kaffee, Zuckerrohr, Mais, und Bananen), Tierhaltung, Bergbau (Gold und Kohle) und Holzwirtschaft.

## Persönlichkeiten
- Íngrit Valencia (* 1988), Boxerin